# Manuel Gutiérrez (nadador)
Manuel Gutiérrez (10 de diciembre de 1964) es un nadador panameño. Compitió en los Juegos Olímpicos de Verano de 1984 y 1988.  

## Biografía
Gutiérrez Compitió en los Juegos Olímpicos de Los Ángeles 1984 en donde participó en los 100 metros braza quedando en la posición veintiséis  en la ronda preliminar con 1:06.07 minutos, en los 200 metros braza quedó en la posición dieciséis con 2:23.02 minutos, en los 200 metros combinados individuales fue descalificado. Gutiérrez fue el abanderado de Panamá en la ceremonia inaugural de Juegos Olímpicos de Seúl 1988.En dichos juegos participó en los 100 metros braza quedando en la posición cuarenta y nueve en la ronda preliminar con 1:06.73 minutos y en los 200 metros braza quedando en la posición cuarenta en la ronda preliminar con 2:26:57 minutos.